# Opsamates grandis
Opsamates grandis är en skalbaggsart som beskrevs av Stefan von Breuning och Jean François Villiers 1959. Opsamates grandis ingår i släktet Opsamates och familjen långhorningar.
Artens utbredningsområde är Madagaskar. Inga underarter finns listade i Catalogue of Life.